# HD 12055
HD 12055 é uma estrela na constelação de Phoenix. Tem uma magnitude aparente visual de 4,83, sendo visível a olho nu em boas condições de visualização. De acordo com dados de paralaxe, do segundo lançamento do catálogo Gaia, está localizada a uma distância de aproximadamente 249 anos-luz (76 parsecs) da Terra. Um componente do disco fino da Via Láctea, possui uma velocidade espacial, em relação ao sistema local de repouso, de (U, V, W) = (-19, -14, 5) km/s.
Esta estrela é uma gigante de classe G com um tipo espectral de G6III-IIIb, sendo intermediária entre uma gigante típica e uma gigante de baixa luminosidade. A partir da média de diferentes modelos de evolução estelar, estima-se que tenha uma massa de cerca de 2,4 vezes a massa solar e uma idade de 1 bilhão de anos. Esta estrela está irradiando de sua fotosfera 69 vezes a luminosidade solar a uma temperatura efetiva de 5 260 K. Sua metalicidade, a abundância de elementos além de hidrogênio e hélio, é aproximadamente igual à solar.
A partir de uma aceleração significativa no seu movimento próprio medido pela sonda Hipparcos, esta estrela é considerada uma possível binária astrométrica, cujo movimento próprio varia devido a perturbações por uma estrela companheira.